# Utrechts Sprookjestheater
Het Utrechts Sprookjestheater Lang & Gelukkig is een Utrechtse jeugd toneelvereniging die sprookjes speelt die gericht zijn op kinderen, maar ook volwassenen.
De vereniging startte ooit als 'Jeugd Operette Rivieren- en Dichterswijk', dat later 'Er was eens' heette. Door omstandigheden werd deze vereniging opgeheven. Enkele enthousiaste leden en ouders maakten een doorstart en namen veel kleding en attributen over.
De vereniging speelt sprookjes in de Stadsschouwburg in Utrecht en/of in theater DE KOM in Nieuwegein.

## Voorstellingen
Het Utrechts Sprookjestheater voert sinds 2012 voorstellingen op. Alle voorstellingen zijn op zondag, met uitzondering van Doornroosje op 13 mei 2017.
| Sprookje                       | Datum                       | Plaats     |
| ------------------------------ | --------------------------- | ---------- |
| Klein duimpje                  | 4 november 2012             | Utrecht    |
| Sneeuwwitje                    | 16 juni 2013                | Utrecht    |
| De gelaarsde kat               | 2 februari 2014             | Utrecht    |
| De gelaarsde kat               | 16 februari 2014            | Nieuwegein |
| Repelsteeltje                  | 2 november 2014             | Utrecht    |
| Repelsteeltje                  | 23 november 2014            | Nieuwegein |
| Hans & Grietje                 | 7 juni 2015                 | Utrecht    |
| Hans & Grietje                 | 5 juli 2015                 | Nieuwegein |
| Roodkapje                      | 6 maart 2016                | Utrecht    |
| Roodkapje                      | 20 maart 2016               | Nieuwegein |
| Assepoester                    | 13 november 2016            | Nieuwegein |
| Assepoester                    | 27 november 2016            | Utrecht    |
| Doornroosje                    | 13 mei 2017 (zaterdag)      | Nieuwegein |
| Doornroosje                    | 11 juni 2017                | Utrecht    |
| Vrouw Holle                    | 4 maart 2018                | Nieuwegein |
| Vrouw Holle                    | 18 februari 2018            | Utrecht    |
| De nieuwe kleren van de keizer | 10 februari 2019            | Nieuwegein |
| De nieuwe kleren van de keizer | 17 maart 2019               | Nieuwegein |
| De Prinses op de Erwt          | 8 Maart 2020                | Nieuwegein |
| De Prinses op de Erwt          | 19 April 2020 (Geannuleerd) | Nieuwegein |

## Artistiek team
Hieronder volgt een overzicht van het artistiek team door de jaren heen.
Vanaf Repelsteeltje nam Anne Vervaart de choreografie over van Stella Roest. Achter de schermen hielp Samantha Padam-Sing al mee met de zaterdag 1 & 2. Vanaf Roodkapje choreografeerde zij de zaterdag officieel. Vanaf De Prinses op de Erwt choreografeert zij ook de vrijdag avond. 
|                      | Klein Duimpje    | Sneeuwwitje               | De Gelaarsde kat          | Repelsteeltje             | Hans & Grietje            | Roodkapje                           | Assepoetser                         | Doornroosje                         | Vrouw Holle                         | De Nieuwe Kleren van de Keizer      | De Prinses op de Erwt               |
| -------------------- | ---------------- | ------------------------- | ------------------------- | ------------------------- | ------------------------- | ----------------------------------- | ----------------------------------- | ----------------------------------- | ----------------------------------- | ----------------------------------- | ----------------------------------- |
| Regie                | Xander Kingma    | Esther Vernet – van Vliet | Esther Vernet – van Vliet | Esther Vernet – van Vliet | Esther Vernet – van Vliet | Esther Vernet – van Vliet           | Esther Vernet – van Vliet           | Esther Vernet – van Vliet           | Esther Vernet – van Vliet           | Esther Vernet – van Vliet           | Esther Vernet – van Vliet           |
| Choreografie         | Stella Roest     | Stella Roest              | Stella Roest              | Anne Vervaart             | Anne Vervaart             | Anne Vervaart & Samantha Padam-Sing | Anne Vervaart & Samantha Padam-Sing | Anne Vervaart & Samantha Padam-Sing | Anne Vervaart & Samantha Padam-Sing | Anne Vervaart & Samantha Padam-Sing | Anne Vervaart & Samantha Padam-Sing |
| Muzikale begeleiding | Ad Visser        | Ad Visser                 | Ad Visser                 | Ad Visser                 | Ad Visser                 | Ad Visser                           | Ad Visser                           | Ad Visser                           | Ad Visser                           | Ad Visser                           | Ad Visser                           |
| Grime                | Michelle de Moor | Michelle de Moor          | Michelle de Moor          | Michelle de Moor          | Michelle de Moor          | Michelle de Moor                    | Michelle de Moor                    | Michelle de Moor                    | Michelle de Moor                    | Michelle de Moor                    | Michelle de Moor                    |